# 燕趙園
燕趙園（えんちょうえん）は、鳥取県東伯郡湯梨浜町の東郷温泉にあるテーマパーク。中国の皇家園林（皇帝所有の庭園）をテーマとするもので、日本最大の中国庭園である。この施設の一部で運営されている道の駅燕趙園（みちのえき えんちょうえん）についても本項で述べる。

## 概要
友好州（姉妹都市）である鳥取県と中国河北省の友好のシンボルとして、1995年（平成7年）に鳥取県が25億円をかけて建設した。庭園名は河北省にあった古代の国、燕と趙に因む。山陰八景のひとつ東郷池（東郷湖）の南に立地し、東郷池（東郷湖）を借景として取り込んだ、総面積10,000m²の皇家園林方式の中国庭園である。
園内の建物は中国・河北省の技師が設計したものである。河北省の職人が中国の資材を用いて仮組した建物をいったん解体して日本に運び入れ、河北省の技師の監督の下で組み立てた。
しかし、輸入した中国製の素焼き瓦は焼きが甘く、冬場に凍って膨張するなどして破損が相次ぎ、全施設に渡って幾度となく改修を余儀なくされた。2001年度から数億円をかけ、門や回廊など主要な建物の屋根を国産瓦でふき替え、2006年度からは売店やあずま屋など補助建屋の屋根にも着手して約8300万円を投入、さらに2010年にはトイレの屋根修理に5700万円以上がかかることが論議となり、「常識外れ」「無駄遣い」と批判された。
2011年4月23日に飲食店・売店周辺区域が道の駅燕趙園として供用を開始した。

## 施設
- 燕趙園28景
  - 第1景 - 燕趙門
  - 第2景 - 影壁
  - 第3景 - 華夏堂
  - 第4景 - 西配殿
  - 第5景 - 東配殿
  - 第6景 - 長廊
  - 第7景 - 四面荷風榭（しめんかふうしゃ）
  - 第8景 - 荷池
  - 第9景 - 東垂花門
  - 第10景 - 三景軒
  - 第11景 - 知春亭
  - 第12景 - 迎水坊
  - 第13景 - 七星橋
  - 第14景 - 魚背橋
  - 第15景 - 天湖
  - 第16景 - 臥龍廊（がりゅうろう）
  - 第17景 - 一覧亭
  - 第18景 - 眺池亭
  - 第19景 - 天地山
  - 第20景 - 飛雲瀑
  - 第21景 - 別有洞天
  - 第22景 - 西垂花門
  - 第23景 - 梧竹幽園
  - 第24景 - 聴雨軒
  - 第25景 - 陰陽廊
  - 第26景 - 盆景山水
  - 第27景 - 松石影壁
  - 第28景 - 百花圃
- 集粋館 - 中国の陶磁器や書画の展覧会、中国雑技ショーを毎日3回公演 9:30〜 13:30〜 15:00〜）
- 孔子・孟子・孫子像
- 西王母と八仙人
- 屋台（イベント時のみ）

## 拡大区域
燕趙園の西に配された無料公開ゾーンで、グランドオープンは1998年。
- 金山嶺橋（きんざんれいはし） - 万里の長城の楼閣を模した石張の歩道橋であり、県道29号を跨ぐ燕趙園最大の建造物である。車椅子用エレベーターを装備する。
- 湖岸遊歩道 - 万里の長城を模したデザイン
- パンダの楽園 - パンダの石像がある公園
- 軽食・喫茶えんちょうえん
- 道の駅燕趙園

## イベント
- 中華コスプレ大会 - 年に数回開催。
- 燕趙園祭り - 10月上旬開催。中国獅子舞、中華コスプレアジア大会、チャイナドレスコンテストなど

## その他
- フジテレビの月9ドラマ「西遊記」の主要なロケ地になった。

## 利用情報
- 開園時間 - 9:00 - 17:00
- 休園日 - 12月 - 3月の第4火曜日（祝日の場合は翌日）
- 所在地 - 〒689-0715 鳥取県東伯郡湯梨浜町引地565-1

## 道の駅燕趙園
道の駅燕趙園（みちのえき えんちょうえん）は、鳥取県東伯郡湯梨浜町にある鳥取県道22号倉吉青谷線の道の駅である。

### 施設
- 駐車場
  - 普通車：145台
  - 大型車：21台
  - 身障者用：3台
- トイレ
  - 男：大 3器、小 7器
  - 女：12器
  - 身障者用：2器
- 食事・喫茶（9:00 - 17:00）
- 店舗・売店（9:00 - 17:00）
- 自動販売機
- 情報コーナー
- 公衆電話：1台
- 休憩所（9:00 - 17:00）

### 休館日
- 年2回（1月と２月の第4火曜日）

### 道路
- 鳥取県道22号倉吉青谷線 - 登録路線
- 鳥取県道29号三朝東郷線

### 交通アクセス
- 山陰本線 松崎駅 徒歩10分
- 山陰本線 倉吉駅 車で10分
- 三朝温泉・はわい温泉直行かにバス

## 周辺
- 東郷温泉
  - ゆアシス東郷龍鳳閣[5] - 多目的温泉保養施設（隣接）
- はわい温泉 - 車5分
- 倉吉パークスクエア - 車10分
- 打吹玉川 - 車15分